# Nohipalo Mustjärv
Mustjärv, eller Nohipalo Mustjärv för att skilja den från övriga sjöar med samma namn, är en sjö i sydöstra Estland. Den ligger vid byn Nohipalo i Veriora kommun i landskapet Põlvamaa, 230 km sydost om huvudstaden Tallinn. 
Mustjärv ligger 61 meter över havet och arean är 0,22 kvadratkilometer. Den sträcker sig 0,9 kilometer i nord-sydlig riktning, och 0,4 kilometer i öst-västlig riktning. Mustjärv avvattnas av Rebasmäe oja.